# 多諾萬將軍縣

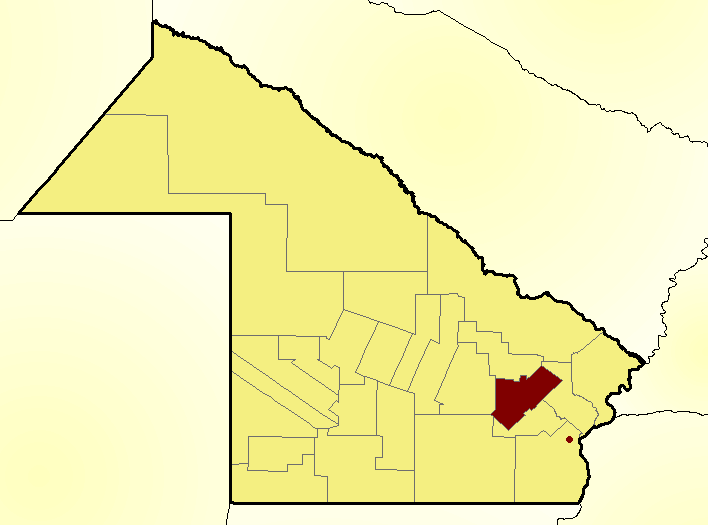

27°13′S 59°17′W / 27.217°S 59.283°W
多諾萬將軍縣（西班牙語：Departamento General Donovan），是阿根廷的縣份，位於該國北部查科省，首府設於馬卡列，距離雷西斯滕西亞60公里，面積1,487平方公里，2010年人口13,490，人口密度每平方公里9.07人。